# Lucio Nicoletto
Lucio Nicoletto (Este, 18 augustus 1972) is een Italiaans geestelijke en bisschop van de Rooms-Katholieke Kerk.

## Biografie
Nicoletto bezocht het diocesaan seminarie van Padua en werd op 7 juni 1998 priester gewijd. 
In mei 2005 werd hij Fidei Donum-missionaris in Brazilië en in augustus 2009 geestelijk leider van het Nova Iguaçu-seminarie. In januari 2019 werd hij vicaris-generaal van het bisdom Roraima. Op 13 maart 2024 werd hij door paus Franciscus benoemd tot prelaat van São Félix.